# Blepharita immaculata
Blepharita immaculata är en fjärilsart som beskrevs av Karl Schawerda 1921. Blepharita immaculata ingår i släktet Blepharita och familjen nattflyn. Inga underarter finns listade i Catalogue of Life.